# Un Noël de Chipmunk

Un Noël de Chipmunk (A Chipmunk Christmas) est un dessin animé téléfilm de Noël américain produit pour les fêtes de Noël 1981 par Ross Bagdasarian Jr. et Janice Karman en association avec Chuck Jones Enterprises. 

## Fiche technique
- Réalisation : Phil Monroe
- Scénario : Ross Bagdasarian et Janice Karman
- Décors : Tony Bluth
- Conception des personnages : Chuck Jones
- Animation : Phil Monroe, Stan Walsh, Irv Anderson, Leslie Margolin, Virgil Ross, Alan Zaslove, Terry Lennon, John McGuire, Norm McCabe, Ken O'Brien, Sam Nicholson, George Scribner, Tom Ray et Dave Brain
- Montage : Rich Harrison
- Musique : Chris Caswell
- Production : Ross Bagdasarian et Janice Karman
- Sociétés de production : Bagdasarian Productions, Chuck Jones Enterprises
- Langue : anglais
- Durée : 24 minutes
- Dates de première diffusion :
  -  États-Unis : 14 décembre 1981
  -  France : 21 décembre 1985

## Distribution
- Ross Bagdasarian Jr. : Alvin, Simon, David Seville
- Janice Karman : Théodore, Angela Waterford, Cindy Lou
- June Foray : Madame Noël, Madame Waterford
- Frank Welker : Père Noël, Docteur
- Charles Berendt : Clyde Crashcup
- R. J. Williams : Tommy Waterford